# Grünsee (Pflersch)
Der Grünsee liegt im westlichsten Teil des Pflerscher Tales auf einer Höhe von 1999 m s.l.m., westlich der Ochsenalm, von wo er auch zu erreichen ist. Er ist ein geschütztes Naturdenkmal.
Als typischer Bergsee ist das Wasser sehr sauber (Gewässergüteklasse I), aber selbst im Sommer kalt. Der See entstand, als sich der Feuerstein-Ferner zurückzog. Frischwasser bekommt der See einerseits durch Regen, andererseits durch Schneeschmelze, wobei sich das Wasser manchmal grün färbt, daher der Name Grünsee. Der See entwässert unterirdisch über den Pflerscher Bach und gehört zu dessen Quellgebiet.